# John Kelly (cầu thủ bóng đá, sinh năm 1909)
John Kelly (1909 - ?) là một cầu thủ bóng đá người Anh thi đấu ở vị trí tiền đạo ở Football League cho York City, và ở bóng đá non-League cho Durham City và Yorkshire Amateur.